# Đồ Sơn (phường)
Phường Đồ Sơn là một phường thuộc thành phố Hải Phòng. 

## Địa lý
Phường Đồ Sơn có vị trí địa lý:
- Phía bắc giáp phường Dương Kinh.
- Phía tây giáp phường Nam Đồ Sơn.
- Phía đông và phía nam giáp vịnh Bắc Bộ.

## Lịch sử
Địa giới phường Đồ Sơn trước đây đa phần thuộc quận Đồ Sơn, thành phố Hải Phòng.
Ngày 16 tháng 6 năm 2025, Ủy ban Thường vụ Quốc hội bàn hành Nghị quyết sắp xếp các đơn vị hành chính cấp xã thuộc thành phố Hải Phòng năm 2025. Theo đó, sắp xếp toàn bộ diện tích tự nhiên, quy mô dân số của phường Hải Sơn, một phần diện tích tự nhiên của phường Tân Thành, phường Vạn Hương, phường Ngọc Xuyên thành phường mới có tên gọi là phường Đồ Sơn.
Căn cứ theo đề án sắp xếp đơn vị hành chính cấp xã của thành phố Hải Phòng năm 2025, phường Đồ Sơn được thành lập từ:
- Toàn bộ diện tích tự nhiên là 5,72 km² và quy mô dân số là 16.239 người của phường Hải Sơn;
- Một phần diện tích tự nhiên là 7,94 km² và quy mô dân số là 10.935 người của phường Vạn Hương;
- Một phần diện tích tự nhiên là 11,78 km² và quy mô dân số là 9.320 người của phường Ngọc Xuyên;
- Một phần diện tích tự nhiên là 0,1 km² của phường Tân Thành, quận Dương Kinh.

Phường Đồ Sơn có diện tích tự nhiên là 25,54 km2 (đạt 464,73% so với quy định), quy mô dân số là 36.494 người (đạt 81,10% so với quy định).
Về tên gọi, phường Đồ Sơn kế thừa tên gọi của quận Đồ Sơn trước kia.

## Văn hóa và du lịch

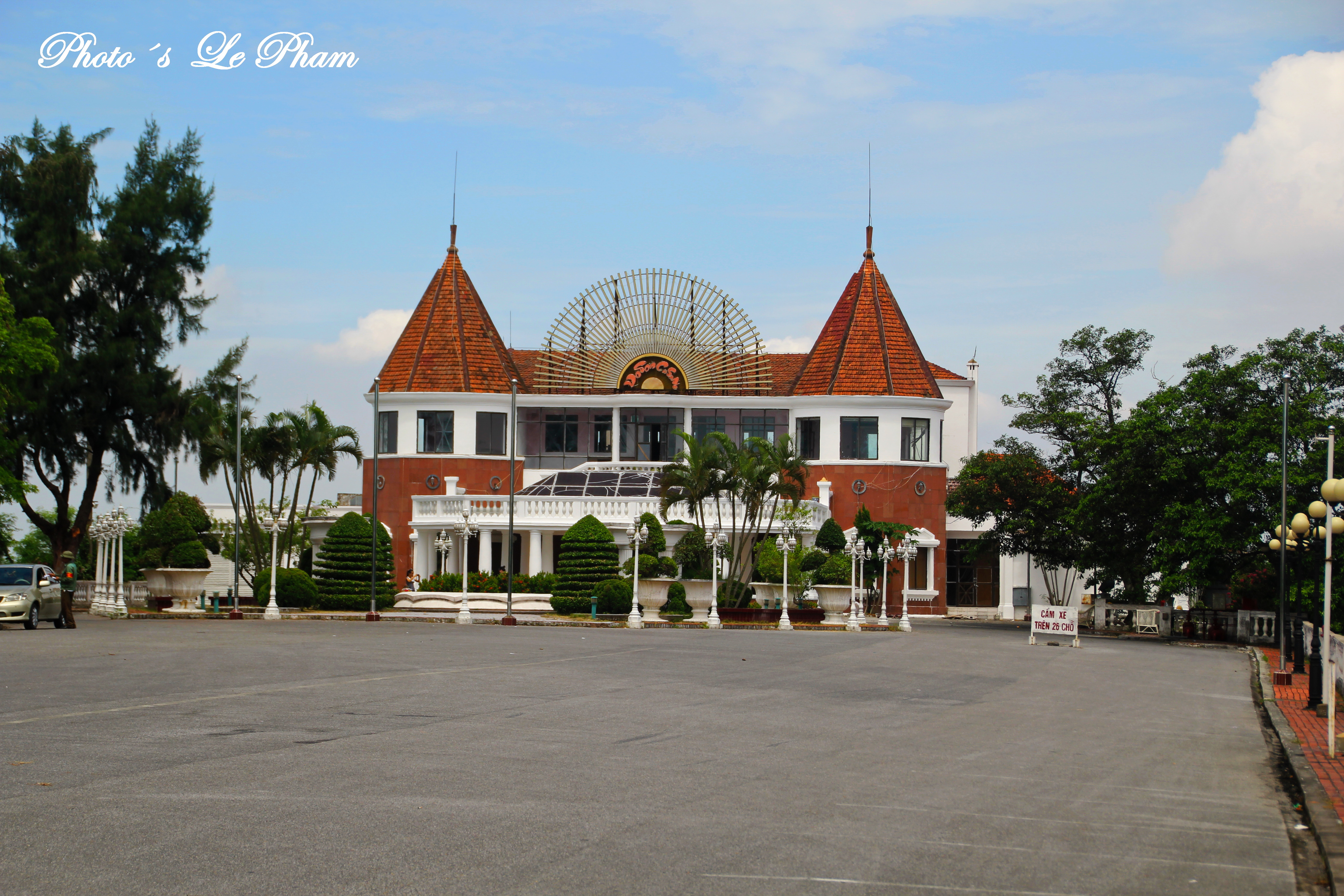
Casino Đồ Sơn - Casino đầu tiên tại Việt Nam (hiện không còn hoạt động)

- Lễ hội chọi trâu Đồ Sơn
- Bãi biển Đồ Sơn
- Bến tàu không số K15
- Đảo Hòn Dáu